# Edith Pye
Edith Mary Pye, née le 20 octobre 1876 à Londres (Royaume-Uni) et morte le 16 décembre 1965 dans le Somerset (Danemark), est une sage-femme et humanitaire britannique.

## Biographie
Edith Pye est la fille de William Arthur Pye JP, marchand de vins, et de Margaret Thompson Kidston.
Elle devient sage-femme en 1906, après avoir étudié à la Clapham School of Midwifery. En 1907, elle devient surintendante des infirmières de district à Londres. Elle occupe également la fonction de présidente de l'Institut britannique des sages-femmes.
Elle est membre de la Society of Friends à partir de 1908 et, avec son amie Hilda Clark, médecin et humanitaire, elle organise en décembre 1914 à Châlons-sur-Marne (France) l'Aide fraternelle aux victimes de la guerre. Les deux femmes créent une maternité dans la zone de guerre et aident des femmes et des enfants français victimes du conflit. En récompense de ces efforts, Edith Pye est décorée de la Légion d'honneur. En 1923, elle voyage en Chine afin de poursuivre son travail humanitaire en association avec la Ligue internationale des femmes pour la paix et la liberté (LIFPL). Elle organise l'action du Friends work in Spain durant la guerre civile espagnole et participe à la Commission internationale pour l'aide aux enfants réfugiés et aux travaux de la LIFPL (association dont elle est la coprésidente internationale avec Gertrud Baer entre 1932 et 1934). Pendant la Seconde Guerre mondiale, elle soutient la levée du blocus allié afin de permettre l'envoi de nourriture et de fournitures médicales aux personnes souffrant de famine en Europe. Elle est l'une des principales membres du Comité de secours contre la famine et elle fait du lobbying auprès du ministère de l'Économie de guerre. Elle est également membre du Comité d'urgence des amis de l'Allemagne et de la Croix-Rouge. Entre 1941 et 1955, elle travaille en France et en Grèce, tout en poursuivant ses efforts pour la paix.
Elle est enterrée sous la même pierre tombale que Hilda Clark.
Edith Pye est la sœur de Sybil Pye.

## Publications
- 1932 : The peace movement in France, Peace Committee of the Soc. of Friends by C.F. Hodgson & Son.